# Челеріна/Шларінья
Челеріна/Шларінья (нім. Celerina/Schlarigna) — громада  в Швейцарії в кантоні Граубюнден, регіон Малоя.

## Географія
Громада розташована на відстані близько 190 км на схід від Берна, 50 км на південний схід від Кура.
Челеріна/Шларінья має площу 24 км², з яких на 4,7% дозволяється будівництво (житлове та будівництво доріг), 32% використовуються в сільськогосподарських цілях, 31,1% зайнято лісами, 32,1% не є продуктивними (річки, льодовики або гори).

## Демографія
2019 року в громаді мешкало 1502 особи (-2% порівняно з 2010 роком), іноземців було 27,8%. Густота населення становила 63 осіб/км².
За віковим діапазоном населення розподілялося таким чином: 15,2% — особи молодші 20 років, 63,2% — особи у віці 20—64 років, 21,6% — особи у віці 65 років та старші. Було 748 помешкань (у середньому 2 особи в помешканні).
Із загальної кількості 904 працюючих 25 було зайнятих в первинному секторі, 168 — в обробній промисловості, 711 — в галузі послуг.